# Шафхаузен
Шафхаузен (на немски: Schaffhausen; на френски: Schaffhouse, Шафху̀з, на местния диалект Шафу̀за) е курортен град в Северна Швейцария. Главен административен център на кантон Шафхаузен. Разположен е около река Рейн на около 10 km на юг от границата с Германия. Първите сведения за града като населено място датират от 1045 г. Има жп гара. Населението му е 34 630 души по данни от преброяването през
2008 г.

## Спорт
Градът има два футболни отбора. По известният от тях се казва ФК Шафхаузен. Дългогодишен участник е във второто ниво на швейцарския футбол Швейцарската чалъндж лига. Другият футболен отбор е ШФ Шафхаузен. Той се състезава във Швейцарската първа лига.

## Забележителности
- Замък Мунот - XVI век

## Личности
Родени
- Роберто Ди Матео (р. 1970), италиански футболен треньор

## Побратимени градове
- Добрич, България